# Proprioscypha corticicola
Proprioscypha corticicola är en svampart som beskrevs av Spooner 1987. Proprioscypha corticicola ingår i släktet Proprioscypha och familjen Hyaloscyphaceae.   Inga underarter finns listade i Catalogue of Life.